# Драган Паскаш
Драган Паскаш (Бачки Грачац, 4. април 1951) пензионисани је генерал-потпуковник Војске Србије и Црне Горе. Завршио је све војне школе, од Војне академије, преко Генералштабне школе, до Школе националне одбране. Био је на свим командним дужностима, од командира вода, до команданта корпуса.
Чин генерала добио је 31. децембра 2002. године. Служио је у гарнизонима у Београду, Ваљеву, Подгорици, Новом Саду. Био је командант Дринске дивизије Војске СЦГ, као и начелник штаба команде Подгоричког корпуса, и начелник Генералштаба ВСЦГ.
Пензионисан је у октобру 2005, а наследио га је генерал Љубиша Јокић.